# Quần đảo Lucayan
Quần đảo Lucayan, hay Quần đảo Bahama, là một quần đảo bao gồm Bahamas và Quần đảo Turks và Caicos; nó nằm ở phía Tây Đại Tây Dương, phía Bắc Antilles, Đông Đông Nam Florida, và Bắc Bán cầu.

## Dự kiến thành lập liên bang
Những nhà lãnh đạo Bahamas và Quần đảo Turks và Caicos đã bàn bạc về khả năng thành lập một liên bang vào năm 2010.

## Các quốc gia và vùng lãnh thổ
- Bahamas
- Turks and Caicos Islands (Vương Quốc Anh)